# Auckland (région)
Pour les articles homonymes, voir Auckland (homonymie).
La région d'Auckland (en anglais : Auckland Region ;  en maori de Nouvelle-Zélande : Tāmaki Makaurau) est une des seize régions de Nouvelle-Zélande située dans l'Île du Nord de la Nouvelle-Zélande. Nommée par la ville d'Auckland, la plus grande de Nouvelle-Zélande, c'est la région la plus peuplée et la plus prospère, économiquement.

## Géographie
La région s'étend de la baie de Kaipara au nord jusqu'au sud de la péninsule North Auckland, passant par les chaînes Waitakere et l'isthme d'Auckland, la chaîne Hunua et les terres basses au sud de la baie de Manukau. Elle se termine à quelques kilomètres au nord de l'embouchure du Waikato. Politiquement, elle est délimitée au nord par la région de Northland et au sud par la région de Waikato. La région d'Auckland inclut également les îles du golfe de Hauraki.

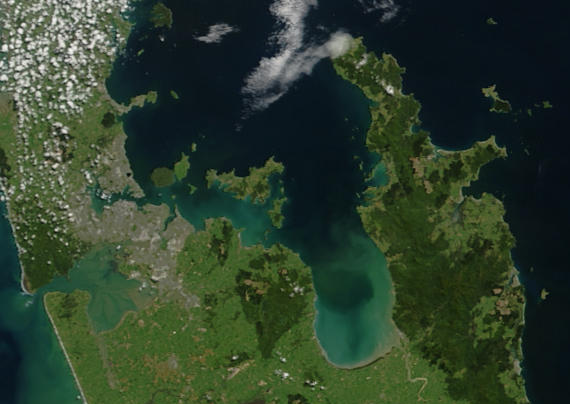
Photo satellite de la ville d'Auckland (à gauche) et la péninsule Coromandel (à droite).

Sa superficie de 6 059 km2 fait d'elle la seconde région la plus petite de Nouvelle-Zélande après Nelson. Son point culminant est Little Barrier Island, à 722 m.
Elle est entourée de plus de cinquante volcans ils sont considérés comme éteints aujourd'hui. Le plus récent et plus large volcan, Rangitoto, s'est formé il y a environ mille ans, et son éruption a détruit les implantations Māori et les alentours comme l'île Motutapu il y a sept-cents ans. Rangitoto est très symétrique, sa position conserve l'entrée au Port de Waitemata. il est visible à partir de beaucoup de parties de la région d'Auckland et le rend un symbole d'Auckland. Peu d'oiseaux et insectes peuplent l'île à cause du sol acide riche et le type de flore grandissant du sol rocailleux

### Eaux territoriales

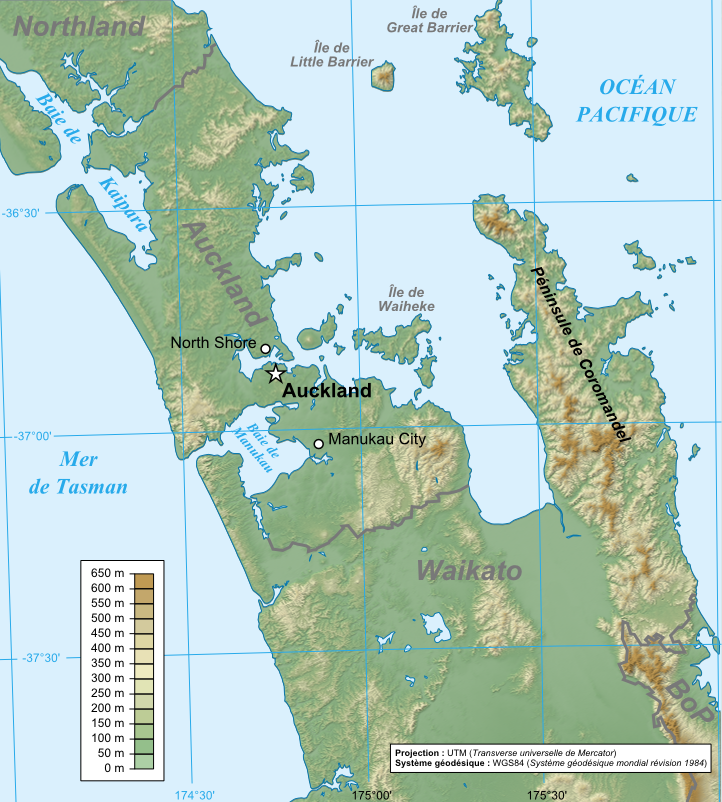
Carte physique de la région d'Auckland en Nouvelle-Zélande.

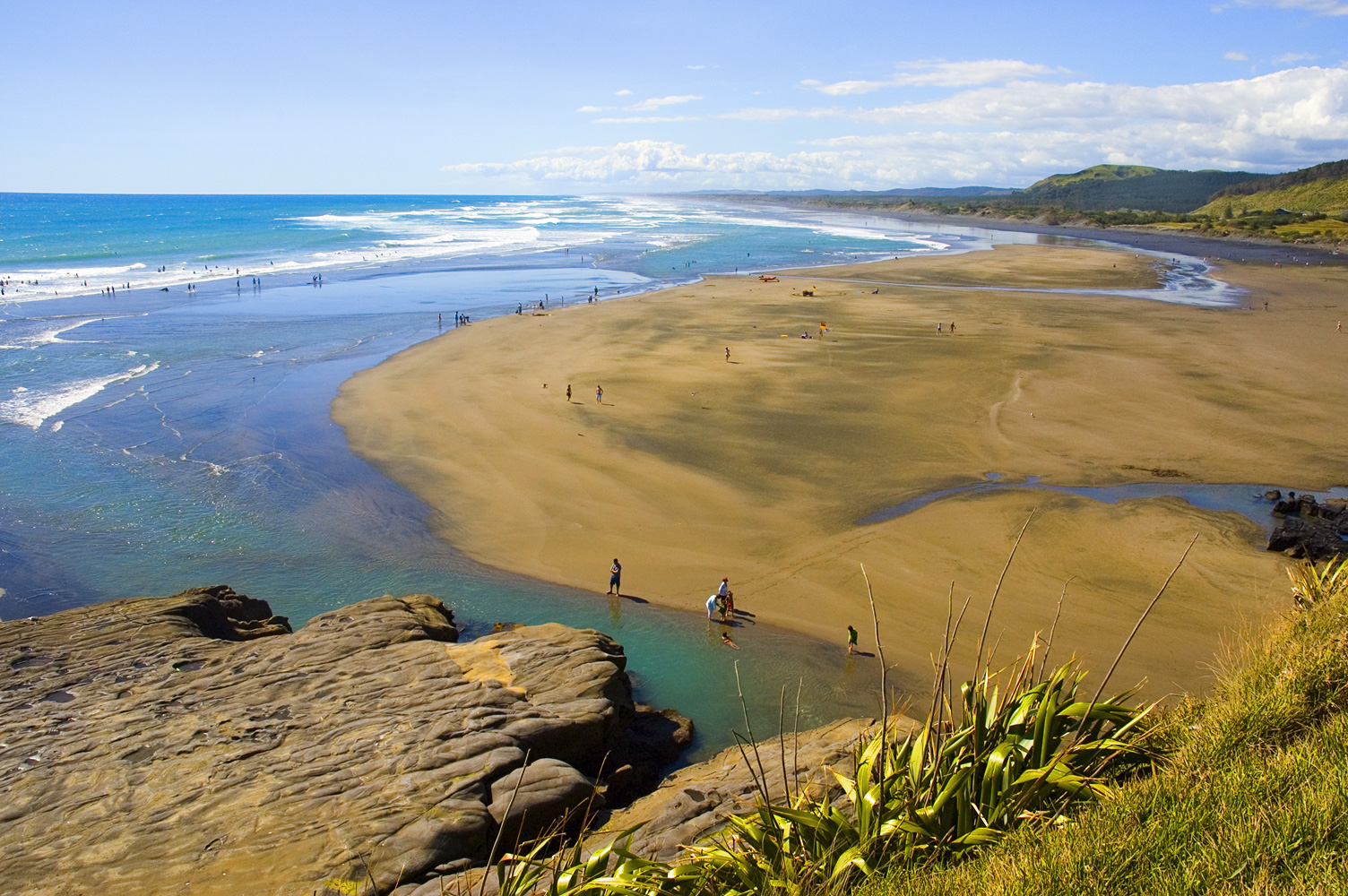
Plage de Muriwai.

Les côtes voisinent l'océan Pacifique et la mer de Tasman. La côte Est est comprend le golfe de Hauraki, un bras du Pacifique abritant plusieurs îles, petites et grandes, notamment Great Barrier Island au nord-est. Un bras du Hauraki lui-même, le port de Waitemata, est le port de la ville d'Auckland. La côte principale de la région, hors îles, est longue de 1 613 km, dont beaucoup de petits ports, estuaires et baies.
À l'ouest on trouve deux grandes baies naturelles, la Kaipara et la Manukau. Les deux ont des points d'entrée assez dangereux et sont donc peu fréquentés des grands navires. La baie de Kaipara (dont seulement la moitié méridionale fait partie de la région d'Auckland) est l'une des baies naturelles les plus grandes du monde, recouvrant 530 km2. La baie de Manukau, au sud-ouest de la région, abrite un petit port à Onehunga, mais souffre de navigation difficile, particulièrement quand soufflent les vents du sud-ouest. La région possède plusieurs plages plutôt bien connues en Nouvelle-Zélande, dont celles de Muriwai et de Piha. L'aéroport international d'Auckland est situé sur la côte de la baie de Manukau.

### Activité volcanique

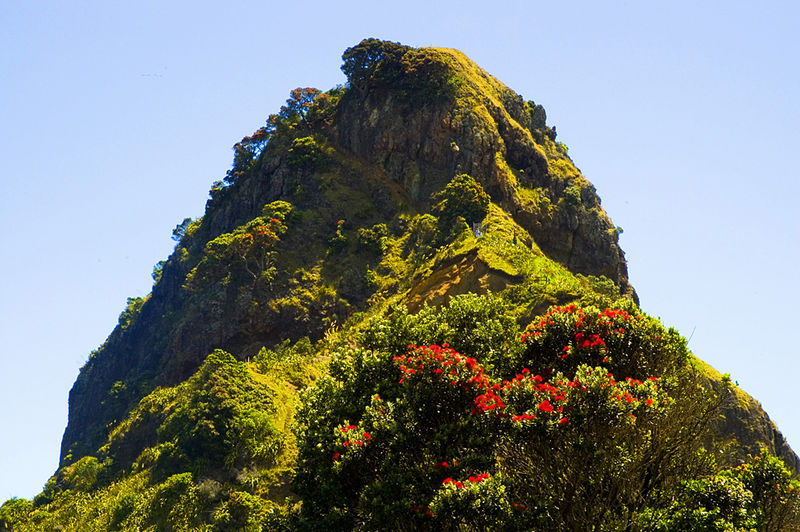
« Rocher du lion » (Lion Rock) à Piha, Waitakere.

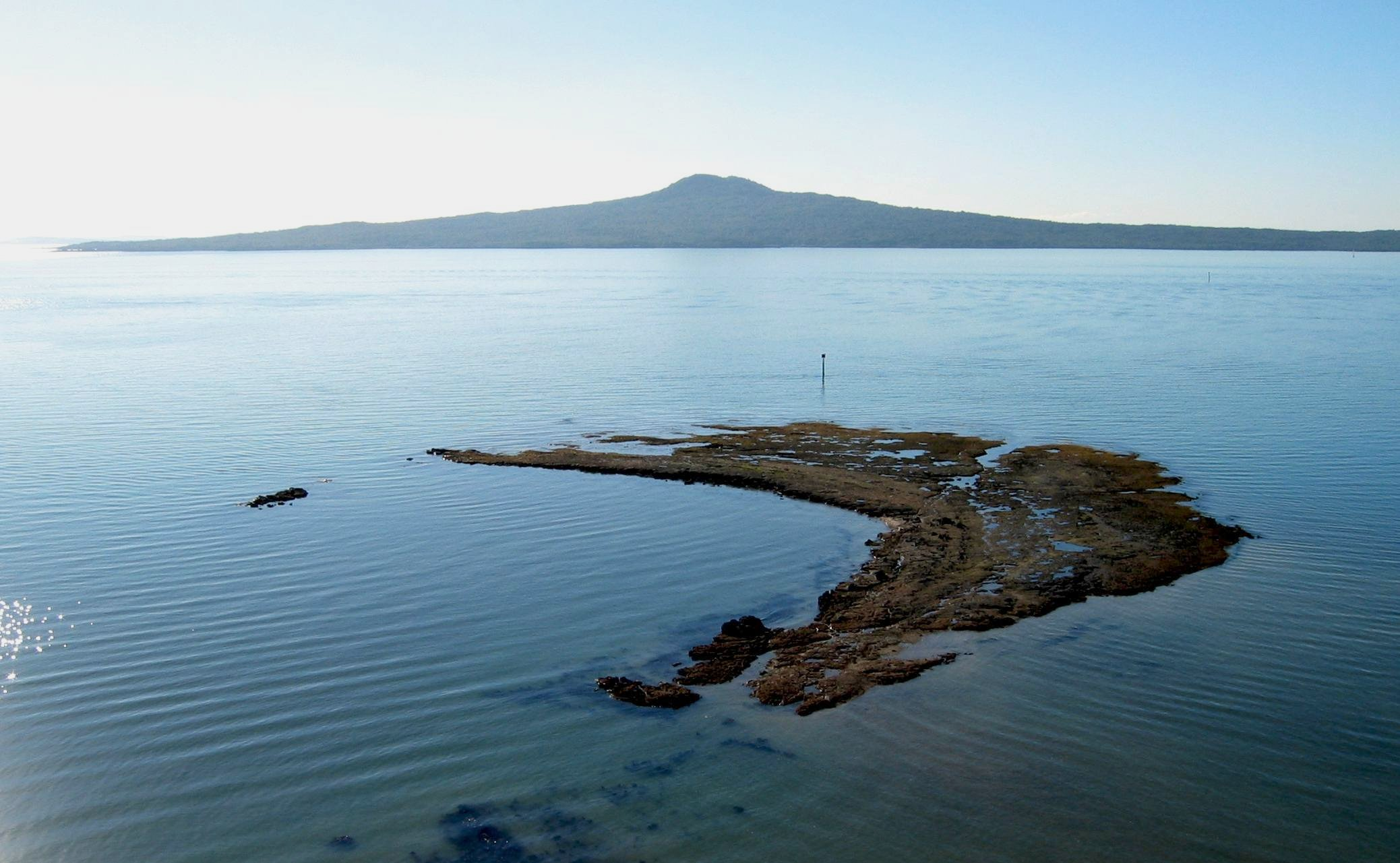
L'île de Rangitoto.

La plus grande partie de l'aire urbaine d'Auckland est située sur un champ volcanique monogénétique, la région volcanique d'Auckland. La région est parsemée de 49 volcans d'âge variable, le plus ancien étant vieux d'environ 150 000 années. L'éruption la plus récente date d'environ 600 ans, terminant des années d'activité qui créèrent l'île de Rangitoto.
Chaque éruption a été en général plus violente que la précédente. Rangitoto seul comprend presque 60 % de tout le volume de matière sortie d'éruptions de la région. Tous les volcans sont plutôt petits, la plupart mesurant moins de 150 m.
Un grand nombre de volcans ont été détruits ou fortement changés, en partie dû à la tradition māori d'utiliser les cônes comme pā fortifiées ou comme champs en terrasse, mais aussi dû aux carrières y construites pour y extraire des matériaux de construction (principalement scorie). De nouvelles mesures sont en place pour préserver les volcans intacts comme parcs ou monuments.

## Démographie
| Groupes ethniques                                 | Valeurs absolues | %    |
| ------------------------------------------------- | ---------------- | ---- |
| Population                                        | 1 415 550        | 100  |
| Ethnicité établie                                 | 1 331 427        | 94,1 |
| Européens                                         | 681 759          | 48,2 |
| Asiatiques                                        | 287 646          | 20,3 |
| Océaniens non Maoris                              | 145 434          | 10,3 |
| Métis                                             | 126 459          | 8,9  |
| Maoris                                            | 55 740           | 3,9  |
| Moyens-Orientaux, Latinos-Américains et Africains | 21 666           | 1,5  |
| Autres                                            | 12 723           | 0,9  |
| Ethnicité non établie                             | 84 123           | 5,9  |

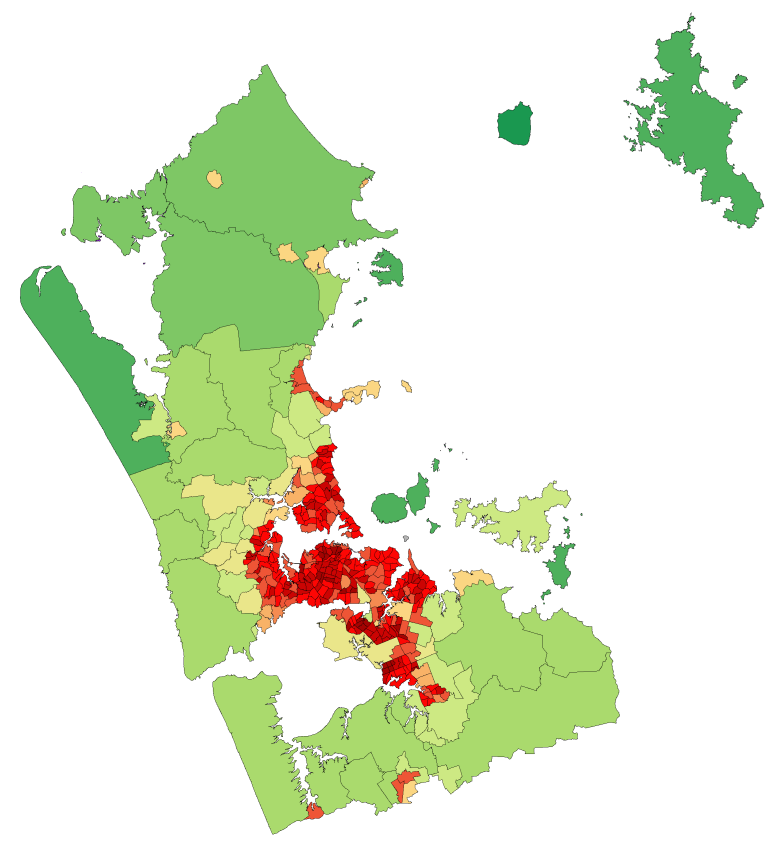
Densités de population en 2006.

Malgré sa petite taille, la région est de loin la plus peuplée du pays, abritant ainsi 1 358 200 personnes, environ un tiers de la population totale de Nouvelle-Zélande. La région est en outre en pleine croissance et a vu 240 000 personnes de plus dans les 10 années allant de 1996 à 2005 - une augmentation de 22 %. Selon le recensement de 2001, la région d'Auckland abrite environ 26,3 % de la population néo-zélandaise d'origine européenne, 24,3 % de la population d'origine māori, 66,7 % de la population d'origine océanienne autochtone hors Nouvelle-Zélande, 63,7 % de la population d'origine asiatique, et 54,7 % de la population ayant coché la case « autre » dans la section du formulaire de recensement dédié aux groupes ethniques. Ces statistiques confirment la diversité ethnique de la région d'Auckland par rapport aux autres régions du pays.

## Gouvernement
Depuis le 1er novembre 2010, le conseil d'Auckland est le conseil politique local de la région d'Auckland. C'est une autorité unitaire qui combine les fonctions de l'ancien conseil régional et des sept conseils municipaux et de district de la région en un « super conseil » ou « super ville ».

### Région
Avant 2010, la région d’Auckland était régie par l’Auckland Regional Council, successeur de l’Auckland Regional Authority. L’ARC contrôlait relativement peu de la ville[pas clair], se concentrant surtout sur la protection de l’environnement, le financement du transport public et la gestion des parcs régionaux et des régions côtières. Le reste est du domaine des Territorial Local Authorities, dont il y en a sept dans la région (quatre villes et trois districts)[Quoi ?].

### Districts
Au nord de la région urbaine d'Auckland se trouvait le district de Rodney, qui incluait les villes d'Orewa, Warkworth, Helensville et Wellsford ; au sud, le district de Papakura, contenant une ville du même nom ; et encore plus au sud, la partie septentrionale du district de Franklin, dont la partie méridionale se trouve dans la région de Waikato. Le district de Franklin contenait les villes de Waiuku et Pukekohe.

### Villes
Entre les districts généralement ruraux de Rodney et Franklin se trouve l'aire urbaine des quatre principales villes de la région. La région métropolitaine d'Auckland encercle le port de Waitemata ; au sud elle va de l'isthme d'Auckland aux côtes de la baie de Manukau, et au nord de la baie de Hauraki jusqu'à Waiwera.
La ville d'Auckland elle-même recouvre la plus grande partie de l'isthme du même nom. En face, de l'autre côté de la Waitemata, on trouve North Shore City ; à l'ouest, dans les contreforts de la chaîne des monts Waitakere, la ville de Waitakere, et au sud on trouve la ville de Manukau, près de la côte est de la baie du même nom. On y trouve l'aéroport international d'Auckland.
La région métropolitaine sort un peu de ces quatre villes aux environs, dans les districts de Papakura, Franklin et Rodney.

### Health Boards
Trois District Health Boards s'occupent de la santé de la région d'Auckland : Waitemata Health, Auckland District Health Board, et Counties Manukau Health.**

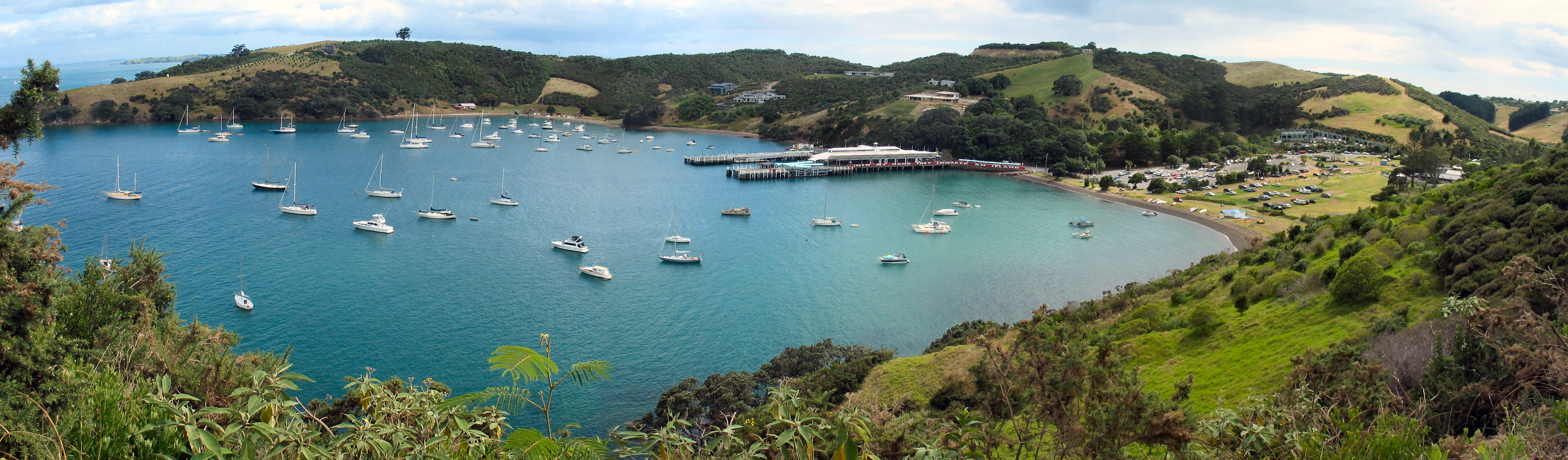
La vallée et baie de Matiatia, île de Waiheke.